# سياسة التأشيرات في فلسطين
سياسة التأشيرات في فلسطين تُشير إلى شروط دخول محددة إلى الأراضي الفلسطينية. لا توجد شروط مفروضة للتأشيرة على الرعايا الأجانب بخلاف تلك التي تفرضها سياسة التأشيرة الإسرائيلية.
تتحكم سلطات الاحتلال الإسرائيلي في الوصول إلى الضفة الغربية، بينما تتحكم حركة حماس في الوصول إلى غزة. يمكن منح الزوار الذين يدخلون عبر معبر الكرامة لإقامة صلواتهم بالضفة الغربية أو الذين يخططون للسفر إلى الضفة الغربية، بطاقة دخول تسمح بالسفر فقط إلى المناطق التي تسيطر عليها السلطة الوطنية الفلسطينية في الضفة الغربية.
يتطلب الخروج من غزة عبر حاجز بيت حانون إلى فلسطين المحتلة تصريح دخول من إسرائيل. تمنح إسرائيل إذنًا لأولئك الذين يبحثون عن الرعاية الطبية، وأيضًا لبعض التجار والطلاب والرياضيين الخارجين. دخل 2,500 من سكان قطاع غزة فلسطين المحتلة عبر حاجز بيت حانون في ديسمبر 2019. لا يمكن التنبؤ بالخروج من معبر رفح الحدودي إلى مصر ويتطلب الحصول على إذن مسبق من السلطات المصرية. يغلق المعبر في كثير من الأحيان لفترات زمنية طويلة لا يستطيع الزوار خلالها مغادرة قطاع غزة.
أثناء عبور الحدود من الأردن إلى الضفة الغربية، يحتاج الزائرون من أصل فلسطيني إلى جواز سفر فلسطيني من أجل المغادرة، ولا يمكنهم الدخول إلا عبر معبر الكرامة. بينما لا يُسمح لحاملي جوازات السفر الإسرائيلية بالدخول عبر جسر الملك حسين، ويجوز لهم استخدام جسر الشيخ حسين ومعبر وادي عربة فقط.